# Willy Schröder
Wilhelm Schröder (Magdeburgo, 7 marzo 1912 – Gersfeld, 28 settembre 1990) è stato un discobolo tedesco.

## Palmarès

### Europei
- 1 medaglia:
  - 1 oro (Parigi 1938 nel lancio del disco)